# 銭天牛 (初代)
初代・銭 天牛 (せんてんぎゅう 1934年1月18日‐2000年1月1日)は、日本の占星術師である。

## 人物
西洋占星術を中心に扱い、また手相の書籍も執筆。昭和時代は複数の雑誌に連載を持っていた。博学であらゆるジャンルを網羅する知識を持ち、世相を切る毒舌エッセイ風の占い記事を書いていた。占い方はホロスコープをきっちり読み、当たり外れを気にせずに断言するタイプの占断を得意とする。占いでは中曽根内閣三選を予言した。

## 著書
- 『守護霊は自分で探せ: あなたにもできる (潮文社リヴ)』 潮文社、1983年
- 『すぐに役立つ銭流易経』 棋苑図書、1986年

## 家族
- 銭天牛 (二代目)：占星術師、息子。